# Husqvarna
Husqvarna Aktiebolag är en svensk multinationell tillverkare av utomhusprodukter som robotgräsklippare, motorsågar, trimrar, åkgräsklippare och bevattningslösningar som huvudsakligen säljs under varumärkena Husqvarna och Gardena. Koncernen har också utrustning och diamantverktyg för bygg- och stenindustrin.
Husqvarna startade som gevärsfaktori 1689, fick under 1800-talet namnet Husqvarna Vapenfabriks AB och har tidigare även tillverkat gjutjärnsspisar, symaskiner, motorcyklar, mopeder, cyklar, vitvaror, motorsågar och utombordsmotorer med mera. Husqvarna AB ägdes av Electrolux mellan 1978 och 2006. På Electrolux årsstämma 2006 beslutades att dela ut Husqvarna-aktierna till aktieägarna i Electrolux. Husqvarna noterades på Stockholmsbörsen den 13 juni 2006. De största ägarna är Investor, Bosch och Lundbergföretagen (2024).

## Historik

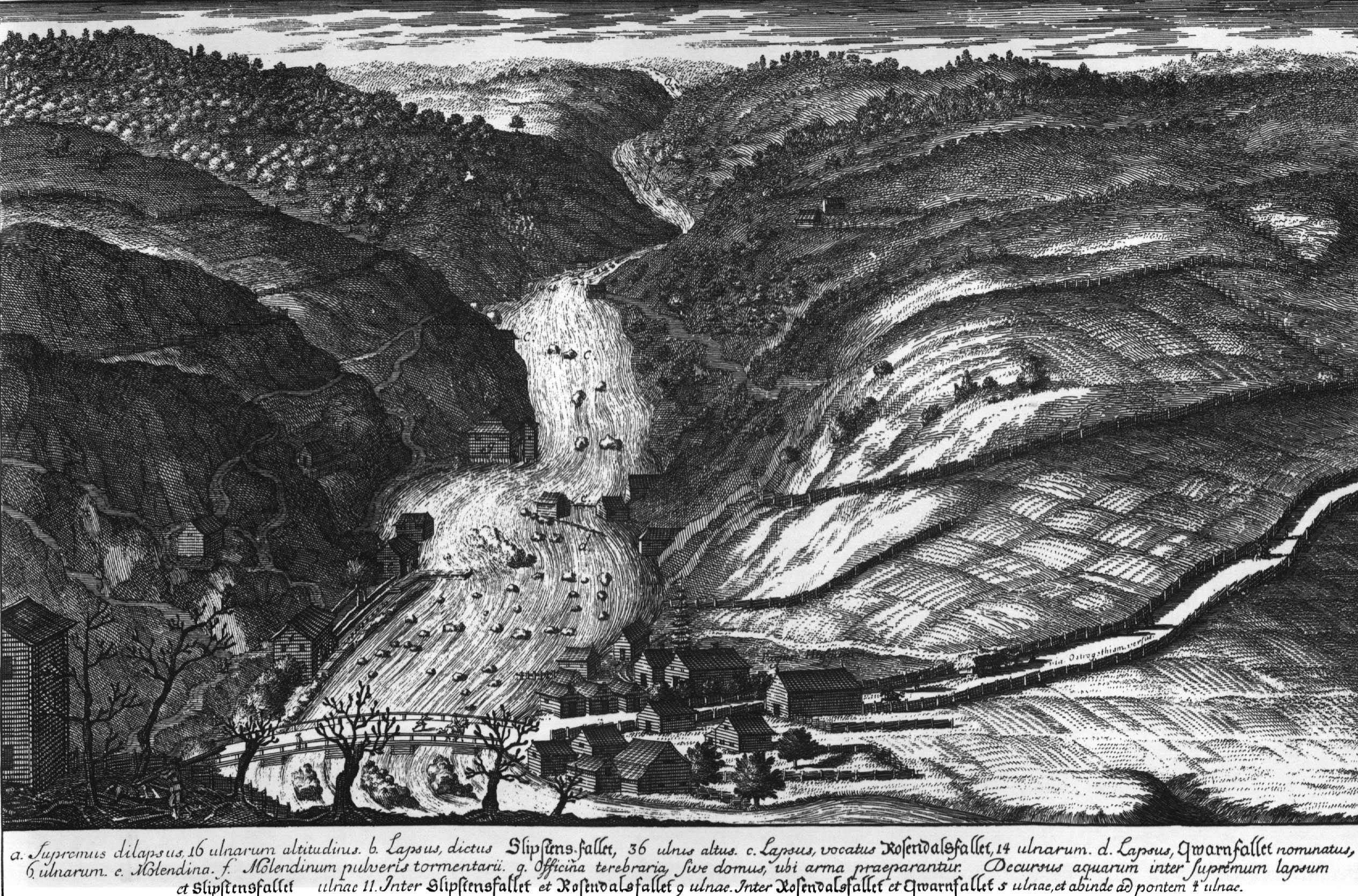
Huskvarna omkring år 1700. Bruket flyttade till Huskvarna för att kunna utnyttja vattenkraften till tillverkningen.

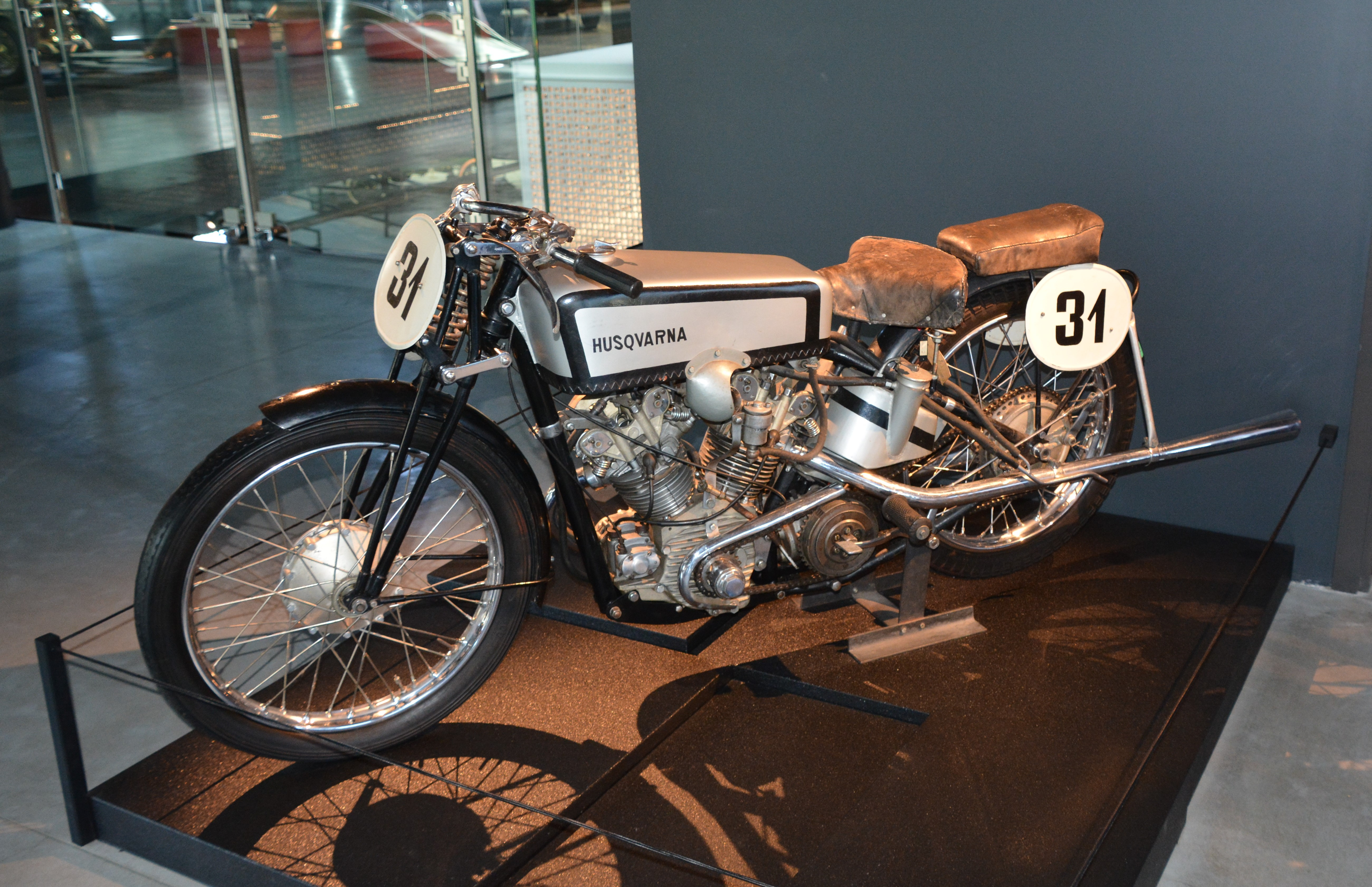
Husqvarna 500 från 1935

Historiskt har Husqvarna varit en stor tillverkare av symaskiner och vapen. Cyklar, mopeder och motorcyklar har tillverkats i stort antal, och mycket gjutgods i form av spisar, köttkvarnar och liknande har levererats från gjuteriet, som under 1940-talet kallades norra Europas största. Den som "tjänat kronan" har kanske stiftat bekantskap med pistoler och k-pistar av Husqvarnas fabrikat, de tillverkades i stort antal under andra världskriget, då fabriken var som störst och hade mer än 4 000 anställda.
Husqvarna startade som gevärsfaktori omkring 1689. Verksamheten grundades ursprungligen i Jönköping som Jönköpings gevärsfaktori 1620 efter en kunglig förordning om tillverkning av vapen för den svenska armén i fem faktorier. Verksamheten överflyttades till Huskvarna för att kunna utnyttja den större vattenkraften i Huskvarnaån till tillverkningen. Bakom flytten låg landshövdingen Erik Dahlbergh.[källa behövs] Husqvarna ägdes av svenska staten till 1757 då Fredrik Ehrenpreuss tog över verksamheten. Familjen Ehrenpreuss ägde Husqvarna fram till 1820 då översten och friherren Gustaf Sture köpte verksamheten. Verksamheten var hantverksmässig fram till 1840-talet.
En ny epok inleddes 1867, då det privatägda faktoriet blev aktiebolag under namnet Husqvarna Vapenfabriks AB (förkortat HVA). Företaget växte genom svenska statens stora beställningar på remingtongevär. 1872 började Husqvarna tillverka spisar (efterhand ved-, gas- och elspisar). 1873 följde starten för symaskinstillverkningen. Symaskinerna kom snabbt att bli den mest betydande tillverkningen. Husqvarna började från 1884 tillverka en stor mängd hushållsartiklar, kaminer och värmeledningspannor. Övergången från vapentillverkning till nya områden skedde sedan försvaret dragit ner och antalet beställningar minskade. 1896 följde den första cykeln från Husqvarna och 1903 började motorcykeltillverkningen. 

### Från bruk till storindustri
Under Wilhelm Thams ledning från 1877 till hans död 1911 skedde en kraftig utveckling av företaget. Under sin 34-åriga direktörstid kallades han allmänt "brukspatron" och har hedrats med en byst i Idrottsparken, intill det idrottshus vars byggande han idémässigt och ekonomiskt bidrog till. Han efterträddes av sonen Gustaf Tham, som ledde företaget lika länge som fadern hade gjort.
Fabriken dominerade Huskvarna långt in på 1900-talet, med ljudet av ångvisslan som kallade folket till arbetet, men också markerade raster och arbetets avslutning och med de så kallade bolagshusen i Viktoriabyn, Stockmakarebyn, Smedbyn med flera platser. Ett slags hyrda tjänstebostäder, där den som lämnade fabriken också miste sin hyresrätt. Det talades också om "Svarta listan" med namn på dem som misskött sig på "bolaget", och som därmed var utestängda från andra företag – och vice versa. Huskvarnas fotbollsstadion heter Vapenvallen.
1918 köpte Husqvarna Norrahammars bruk och började därmed tillverka gräsklippare. Verksamhet fanns även vid Åminne bruk med gjuteri och mekanisk verkstad.
Husqvarnas cykelnav "Novo" var en stor framgång.

### Nya produkter

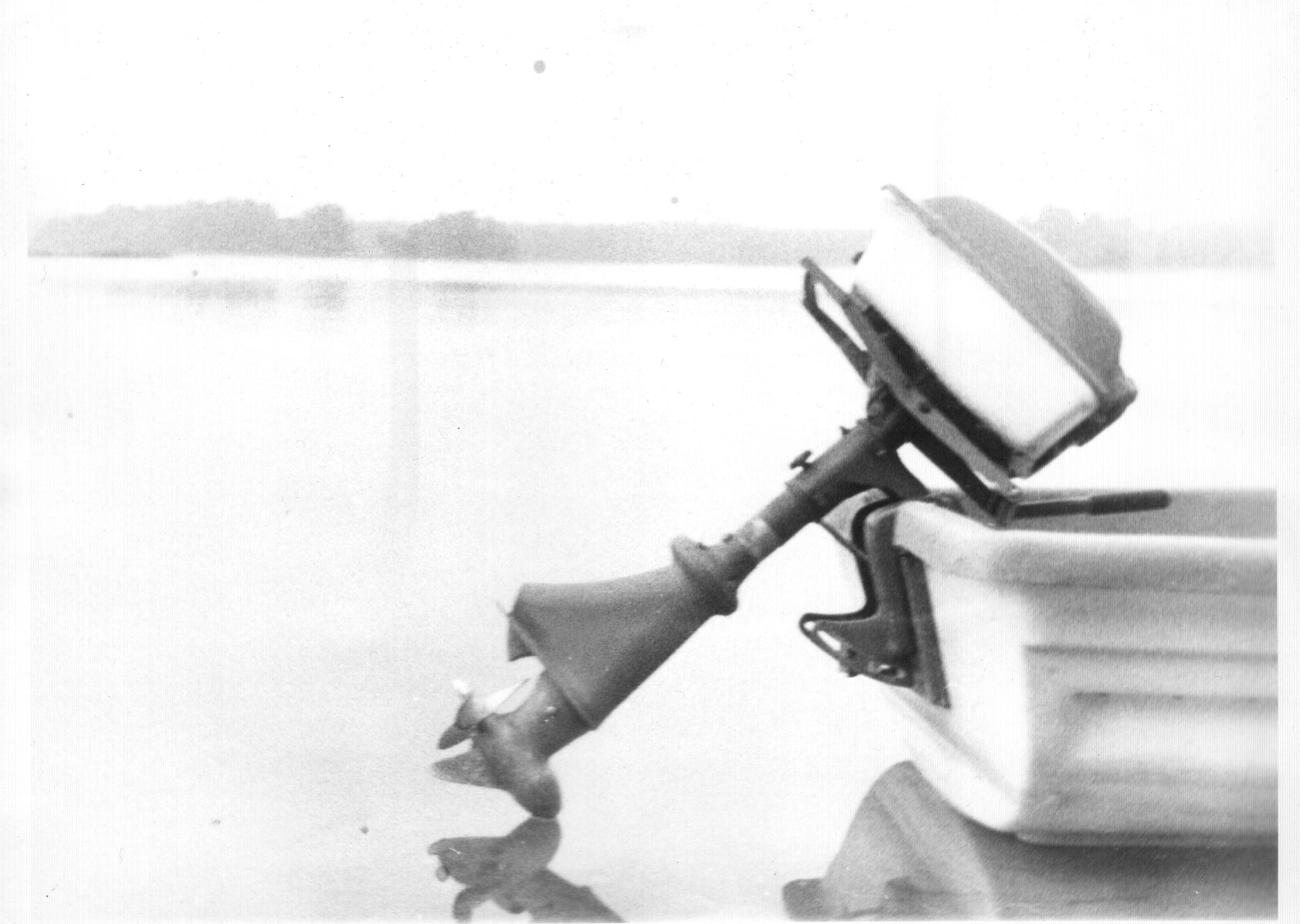
Husqvarna utombordsmotor från 1959. En luftkyld tvåtaktsmotor på 4 hk, ca. 3kW.

Tidigt förstod man värdet i att ta vara på de anställdas förslag och synpunkter. Redan på 1940-talet anställdes en välutbildad personalchef och arbetarna kunde göra sin stämma hörd i en personaltidning med det välfunna namnet "Insyn". Att personalchefen satsade på okonventionella metoder är uppenbart, då han i folkmun gick under namnet "mystiske mannen". Under perioden 1934–1949 började Huskvarna tillverka elkokare, diskmaskiner och tvättmaskiner för en kraftigt växande marknad.
Mot slutet av andra världskriget funderade man på att ge sig in i bilbranschen. Ett team bestående av Bengt Magnusson (forskningschef), Stig Tham (ingenjör), Calle Heimdal (motordesigner) och Birger Johansson bildades. Man tog fram en trehjulig prototyp med delad bakruta som utseendemässigt påminde mycket om Saab 92 (möjligen beroende på att Sixten Sason arbetat på Husqvarna). Prototypen färdigställdes 1943 och drevs av en DKW-motor. Hjulen kom från en Fiat 500 Topolino. Projektet lades ner 1944. 
1959 började Husqvarna tillverka motorsågar. Samma år började tillverkningen av utombordsmotorer.

### Omstruktureringar och rationaliseringar
Under 1960-talet startade stora omstruktureringar inom koncernen där man bland annat delvis lämnade vapenindustrin. Strukturomvandlingarna började med att man sålde tillverkningen av mopeder, cyklar och utombordsmotorer till Monark 1962. Under 1950-talet började man forska kring mikrovågor och tillhörde pionjärerna inom mikrovågsugnar. En klassisk modell var Husqvarna Cupol.
1968 köpte Husqvarna svenska Flymo.
1970 såldes större delen av vapentillverkningen till FFV efter att man tillverkat Automatkarbin 4 (Ak 4) 1965–1970. En liten tillverkning av jaktvapen i egen regi fortsatte fram till 1989. 1977 såldes mikrovågsugnstillverkningen till Gorenje.
1979 övertog Electrolux Jonsereds AB. Husqvarnas motorsågsverksamhet samlades nu tillsammans med Jonsered och Partner i bolaget Electrolux Motor AB som existerade fram till 1991. Motorsågstillverkningen i Jonsered fördes över till Husqvarna i Huskvarna. 1987 såldes motorcykeltillverkningen till italienska Cagiva, som 2007 sålde den till BMW, som 2013 sålde den till KTM. Leif Johansson var VD för Husqvarna Motorcyklar 1979–1982.
Husqvarna var ett helägt dotterbolag till Electrolux fram till 2006, då årsstämman i Electrolux beslutade att dela ut aktierna i Husqvarna till Electrolux aktieägare. Därmed fick Husqvarna en spridd ägarkrets. Husqvarna noterades på Stockholmsbörsen den 13 juni 2006. Efter börsnoteringen köptes en mängd företag, bland annat bevattningsföretaget Gardena med säte i Ulm, Tyskland och motorsågstillverkaren Zenoah med säte i Kawagoe, Japan.

### Husqvarnas logotyp
Husqvarna antog en ny logotyp för koncernen 2012, Husqvarna Group. Logotypen bygger på Husqvarnas logotyp från 1973, som i sin tur minner om det märke man först använde för att märka vapnen med. Den kännetecknade musköter och deras pipsikte. Den gamla vapenmärkningen används idag som symbol för Husqvarna fabriksmuseum. Den klassiskt snirkliga Husqvarna-symbolen användes främst 1912–1972 och där kungakronan markerar företagets koppling till kronan. Husqvarna AB äger varumärket, men Electrolux, VSM Group respektive Pierer har rätt att använda det för sina produktgrupper (vitvaror, symaskiner och tvåhjuliga motorcyklar).

## Produktionsorter

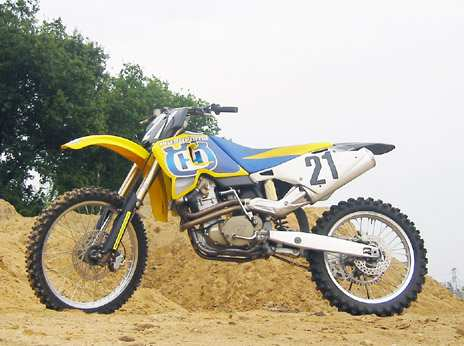
Husqvarna TC610

Husqvarnakoncernen har egna anställda i 40 länder. De största tillverkningsenheterna ligger i Huskvarna,  och Ulm i Tyskland samt Charlotte, North Carolina, USA. 
I Sverige finns verksamhet i 
- Huskvarna
- Ödeshög
- Brastad
- Åsbro
- Söderköping
- Smedjebacken

## Vapen
1877 började Husqvarna att tillverka jaktvapen i större omfattning. Kända vapen från Husqvarnas tidiga år som jaktvapentillverkare är deras enkelskottsstudsare med remingtonsystem och hagelgevär med hanar, den s.k. torparbössan. Senare tillverkade företaget även hagelvapen av hammerlesstyp som till exempel modell 310 och lyxmodellen Ehrenpreuss. Även Husqvarnas studsare som modellerna 1640 och 1900 hade gott rykte om kvalitet och tillförlitlighet bland jägare både i Sverige och andra länder. I början av 1970- talet lades Husqvarnas storskaliga produktion av jaktvapen ner och tillverkningen av studsaren 1900 övertogs av FFV (Carl Gustaf) i Eskilstuna. Belgaren Ferdinand Leveque var företagets första vapengravör. Claes Rupert Sandström följde Leveque efter att ha gått i lära hos honom. Hans Svensson var Husqvarnas sista gravör.
Under den första halvan av 1900- talet hade Husqvarna även en omfattande produktion av militära vapen för det svenska försvaret. Från 1916 till 1940 tillverkade Husqvarna cirka 94 000 Pistol m/07 på licens från Fabrique Nationale (FN) i Sverige. Pistol m/40 (en svensktillverkad variant av den finländska Lahti L-35) har tillverkats av Husqvarna.
Sverige antog Suomi som den första kulsprutepistolen i den svenska försvarsmakten. De första vapnen tillverkades i Finland men senare inleddes licenstillverkning i Sverige. Totalt licenstillverkades 35 000 kulsprutepistoler m/37–39 på licens vid Husqvarna.
1970 såldes större delen av vapentillverkningen till FFV, efter att man licenstillverkat Automatkarbin 4 mellan åren 1965 och 1970. En liten hantverksmässig tillverkning av exklusiva hagelvapen i egen regi fortsatte fram till 1989.

## Cyklar

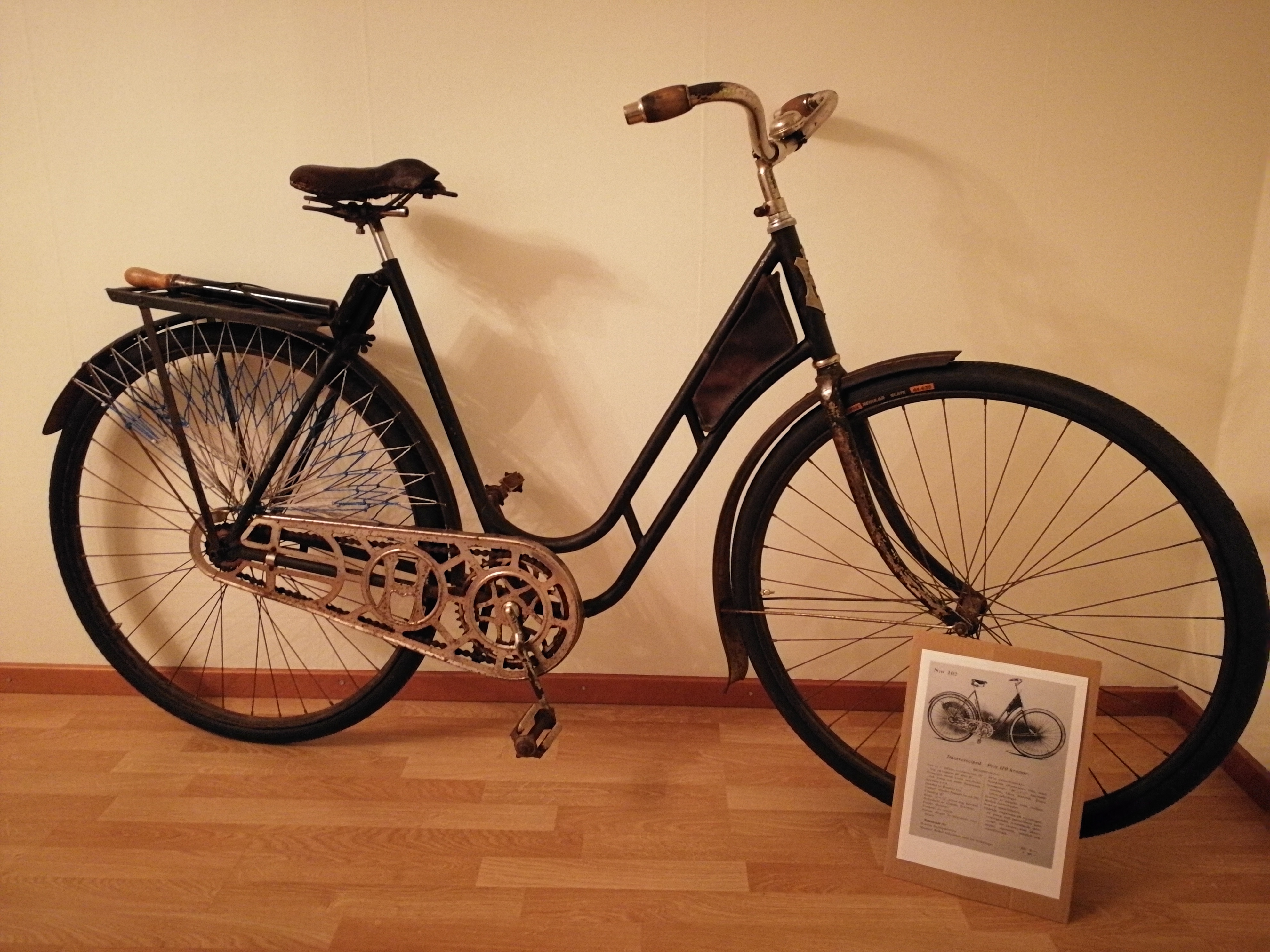
Damvelociped tillverkad av Husqvarna 1924.

Cykeltillverkningen startade 1896. Från 1901 kunde man få cyklar med frihjulsnav och 1905 var Husqvarna den största tillverkaren av cyklar i Norden. Det egna frihjulsnavet Rapid-100 patenterades 1906 och lanserades 1908 och ersattes 1911 av Rapid-1000 som producerades fram till 1928. Därefter ersattes Rapid av Novo som producerades fram till 1967. Tillverkningen av cyklar fortsatte till 1962. Dokumentation om antalet tillverkade cyklar och motorcyklar från 1896 till 1944 finns bevarade. En senare modell syntes i broschyr 1958 (Colorita). 
Husqvarna har efter drygt 50 år återuppstått som varumärke efter cykeltillverkning tillsammans med det tyska företaget Pesco. Det gäller elcyklar med produktion i Asien och Sverige-lansering planeras till 2018 eller 2019.[uppföljning saknas]

## Motorcyklar

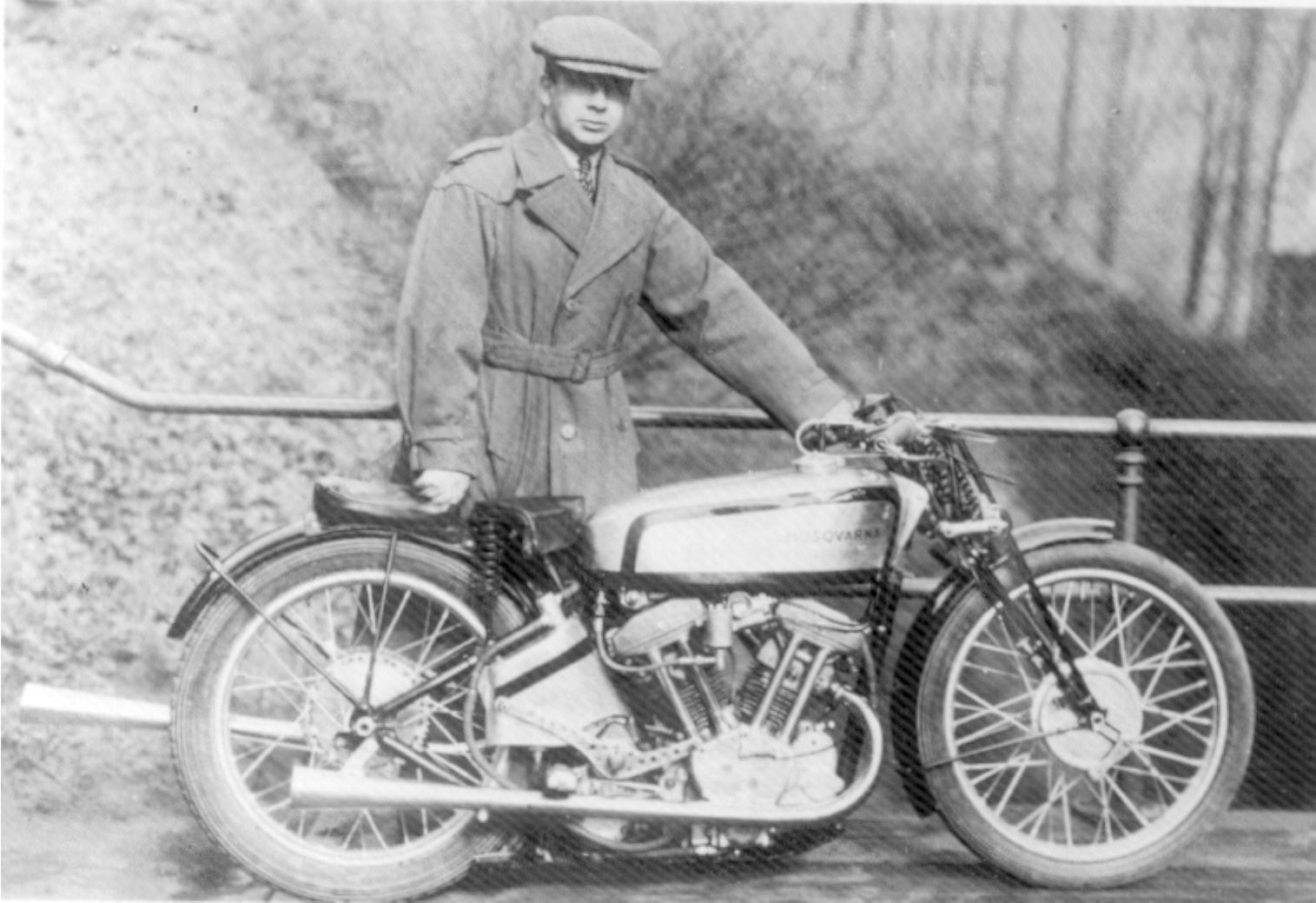
Husqvarna 500 cc racer tillverkad 1935.

Husqvarnas svenska motorcykelepok ägde rum åren 1903–1986, (den allra sista svenskbyggda motorcykeln lämnade dock fabriken 1988), och inleddes på tävlingsbanorna redan 1922. Vid pingst varje år genomfördes tävlingar i Strutsabacken, med förare som Ragge Sunnqvist, Ivar Skeppstedt, Gunnar Kalén och stadens egen Bengt Håkansson.
Bland annat tillverkades automatväxlade motorcyklar till svenska försvaret. De var lättkörda och väl anpassade för vinterkörning med stödskidor. Silverpilen är en känd modell.
Sedan Triumph likviderats 1976 kan Husqvarna sägas vara världens äldsta motorcykelmärke, även om MC-divisionen såldes till den italienska Cagiva-koncernen 1986 och varumärket Triumph återkom några år senare. I Italien tillverkas det fortfarande motorcyklar av märket Husqvarna. Husqvarnas arv som svensk motorcykeltillverkare fördes vidare av Husaberg genom att flera av konstruktörerna från Husqvarna gick över till Husaberg.
I juni 2007 köpte BMW Motorrad licensrätten till motorcykelmärket Husqvarna. 2013 övertog Pierer rätten att använda varumärket Husqvarna på motorcyklar.

## Hushållsmaskiner
Electrolux produktion av hushållsmaskiner under licensrätten till varumärket Husqvarna omfattar det mesta i branschen. Man tillverkar så kallade vitvaror, det vill säga tvättmaskiner, diskmaskiner, kylskåp, spisar etc. 

## Symaskiner

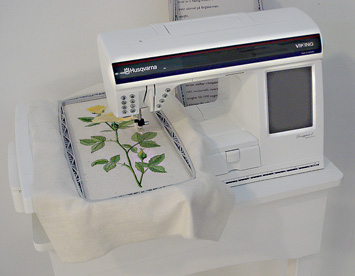
Husqvarna Viking

Sedan ungefär hundra år tillbaka tillverkade Husqvarna symaskiner, vilket man var störst på i Sverige. Symaskinsverksamheten såldes 1997 till riskkapitalbolaget Industri Kapital . Symaskinsbolaget hette Viking Sewing Machines (VSM Group) och produkterna såldes under det licensierade varumärket Husqvarna Viking. År 2006 köptes VSM Group upp av amerikanska Kohlberg & Co. och bytte namn till SVP Worldwide och tillverkningen flyttades till Kina. Varumärket lever dock vidare på importmaskiner.

## Motorsågar

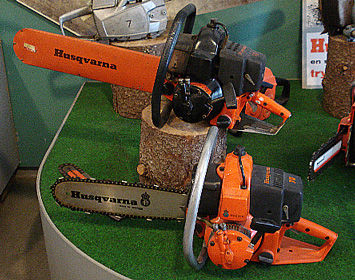
Husqvarnamotorsågar

1959 lanserade Husqvarna sin första motorsåg och några år senare sin första röjsåg. Motorsågarna från Husqvarna blev snabbt populära eftersom de var lättare och smidigare än många andra fabrikat på marknaden. Av Husqvarnas tidiga motorsågar kan nämnas Husqvarna 65, som kom 1965 och var en av de första sågar som även lämpade sig för kvistning och inte som tidigare enbart fällning och kapning. Under 1970- och 1980-talet dominerade Husqvarnas motorsågar inom det svenska skogsbruket, framför allt inom Domänverket och skogsbolagen.
Exempel på modeller från 1980-talet som fick stor spridning var Husqvarna 444 och efterföljarna Husqvarna 234 och 238. När Husqvarna på 1980-talet köptes upp av Electrolux kom Husqvarnas motorsågar att ingå i Electrolux Motor AB tillsammans med motorsågstillverkarna Partner och Jonsered. Husqvarna tog efterhand huvudansvar för produktutveckling och tillverkning i fabriken i Huskvarna. Man har bland annat varit tidiga med att införa katalytisk avgasrening och utvecklade säkerhetsdetaljer på sina sågar. Den populäraste modellen i dag är Husqvarna 550xpg. Husqvarnas motorsågar säljs över hela världen och speciella modeller tillverkas för till exempel de amerikanska och asiatiska marknaderna.

## Husqvarna Museum

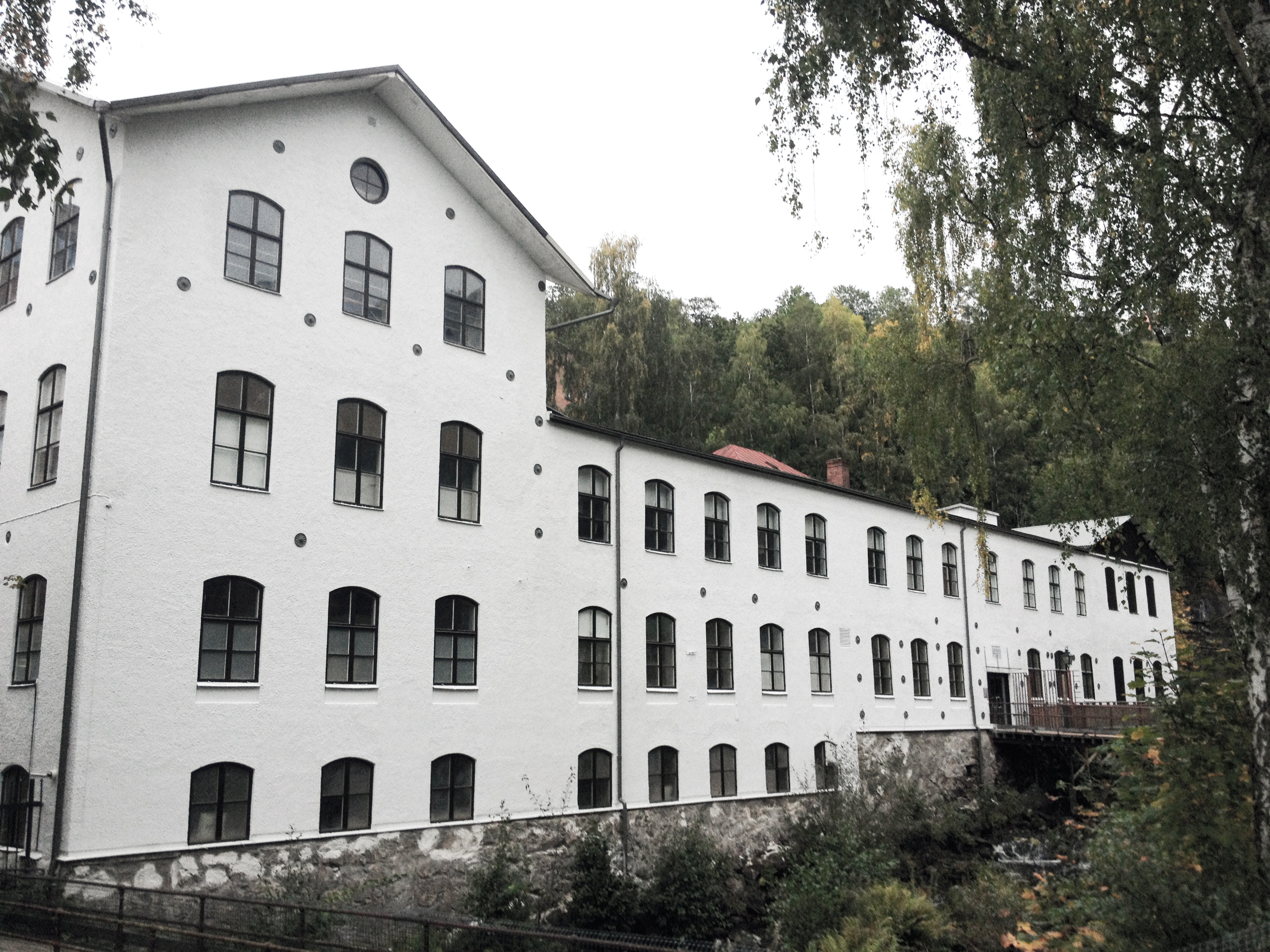
Husqvarna Museum

I anslutning till fabriken i Huskvarna finns sedan 1993 Husqvarna Museum som visar företagets historia och verksamheter. Museet drivs av Huskvarna hembygdsförening. Museet är inrymt i en äldre fabrik vid forsen där Husqvarna började sin verksamhet 1789.